# Dolmen du Bois de la Lieue

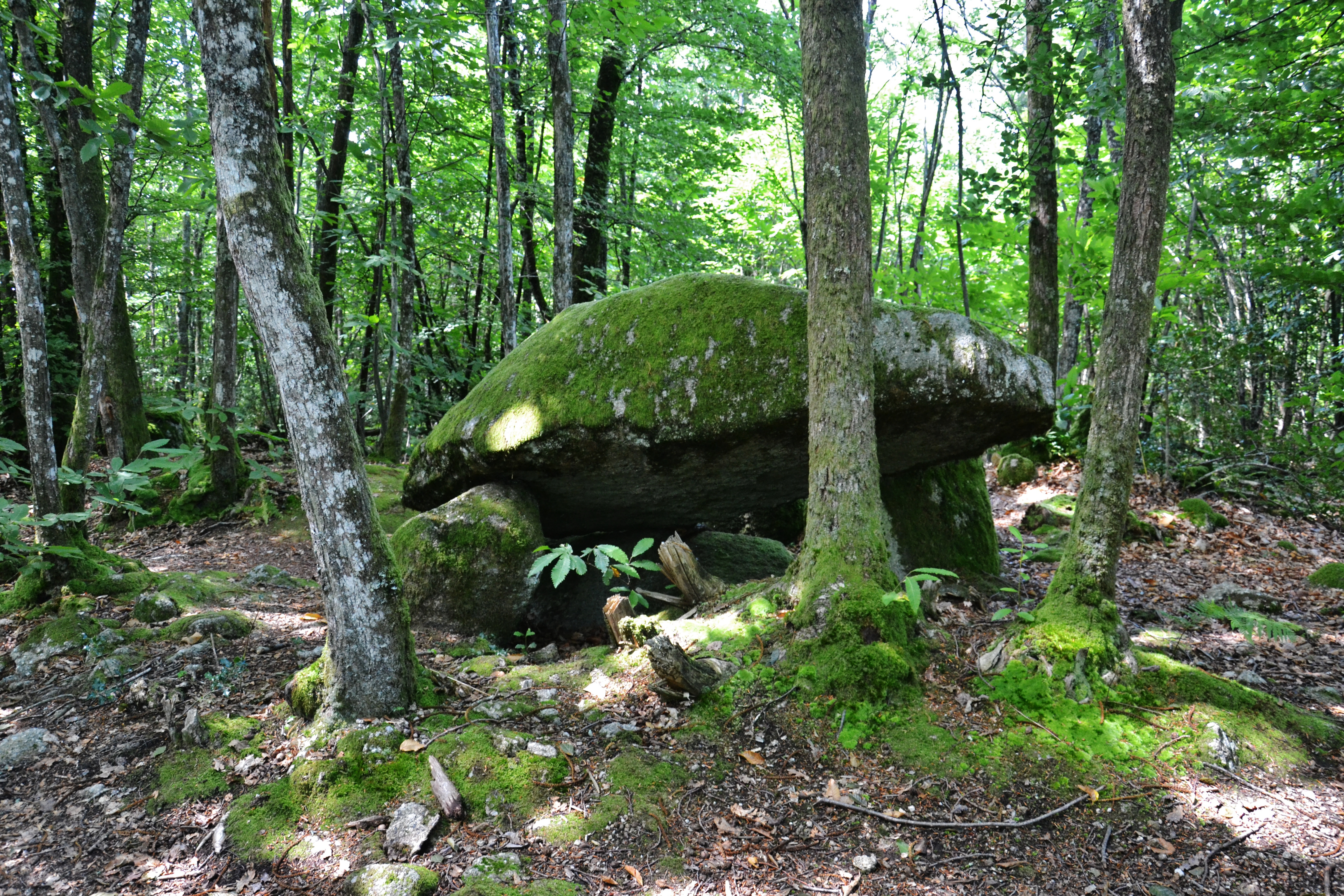
Dolmen du Bois de la Lieue

Der Dolmen du Bois de la Lieue (auch Dolmen de La Lieue genannt) liegt in einem Wald westlich von Ambazac und nördlich der Straße D920, bei Limoges im Département Haute-Vienne in Frankreich. 
Dolmen ist in Frankreich der Oberbegriff für neolithische Megalithanlagen aller Art (siehe: Französische Nomenklatur). Das Monument historique von 1984 ist stärker beschädigt, aber mehrere Tragsteine und eine Hälfte der schräg aufliegenden Deckplatte sind noch vorhanden.